# イドへ至る森へ至るイド
『イドへ至る森へ至るイド』（イドへいたるもりへいたるイド）はSound Horizonによる3枚目のメジャーシングル。2010年6月16日にキングレコードから発売された。

## 概要
2010年12月15日に発売されたアルバム『Märchen』のプロローグにあたる物語として作成され、“Prologue Maxi”と銘打たれた作品。
CDは初回限定盤と通常盤が発売され、初回限定盤には特典として「光と闇の童話」のPVと5.1ch Surround Audio Mixされた本作の三曲を収録したDVDが付属している。初回限定盤と通常盤ではTrack4に収録されているボーナストラックの内容が異なり、ジャケットやブックレットのデザインにも違いがある。
アニメイトやアニブロ・ゲーマーズ、HMV等の一部販売店では、店舗チェーンごとに異なる全10種類のイラスト入りポストカードが特典として付属していた。
JOYSOUND及びUGAで各曲のカラオケが配信されているが、通常のカラオケ曲と異なり、曲再生時に表示される曲名・作詞・作曲者の画面が特殊な仕様となっている。また、テロップも歌詞カードと同じものが表示され（フォントも同一だが、歌詞のワイプはない）、さらには一部のイラストまで表示される。これは後に発売される『Märchen』においても同様。
DVDとして、2011年に開催されたコンサートの追加公演を収録した『Sound Horizon 7th Story Concert 「Märchen」 〜キミが今笑っている、眩いその時代に…〜』もリリースされており、こちらでも『Märchen』のプロローグとして扱われている。

## 収録曲

### CD
1. 光と闇の童話
2. この狭い鳥籠の中で
3. 彼女が魔女になった理由

### DVD
※初回限定版のみに付属
1. 光と闇の童話 【Music Clip】
2. イドへ至る森へ至るイド 【5.1ch Surround Audio Mix】

## ボーナストラック
通常盤・初回限定盤でそれぞれ異なるインストゥルメンタルのボーナストラックが収録されている。

## 制作・参加メンバー
全作詞・作曲・編曲
- Revo

ミュージシャン
- マーティ・フリードマン - ギター
- 桜庭統 - アコースティックピアノ・キーボード
- 淳士 - ドラム
- 長谷川淳 - ベース
- 弦一徹 - ヴァイオリン

ボーカル
- Märchen von Friedhof
- Joelle
- MIKI
- 初音ミク
- Junger März_PROTOTYPE β

声優・ナレーター
- 大塚明夫
- 深見梨加
- 飛田展男
- 沢城みゆき
- 谷井あすか
- 大川透
- 藤田咲
- Sascha

ジャケットイラスト
- yokoyan

## プロモーションビデオ
出演者
- Märchen von Friedhof - Revo
- エリーザベト - Joelle
- テレーゼ - MIKI
- Marz von Ludowing - 鈴木駿介
- 幼少エリーザベト - 井上未来
- 男1 - Nagairi Yo
- 男2 - Daisuke Miyata